# Łysa Góra (Wał Żerkowski)
Łysa Góra – wzgórze o wysokości 161 lub 160,7 m n.p.m. stanowiące najwyższy punkt powiatu jarocińskiego i Wału Żerkowskiego. Położone jest na południe od wsi Brzóstków w gminie Żerków, w pobliżu Góry Żerkowskiej (151 m n.p.m.). Znajduje się w granicach Żerkowsko-Czeszewskiego Parku Krajobrazowego i obszaru chronionego krajobrazu Szwajcaria Żerkowska.
Leży na terenie części Wału Żerkowskiego zwanej Szwajcarią Żerkowską ze względu na pofałdowanie terenu niewysokimi pagórkami. Łysa Góra ma pochodzenie morenowe, powstała w okresie zlodowacenia północnopolskiego ok. 15 tys. lat temu. Dostępna jest za pomocą dwóch szlaków turystycznych (zielony z Brzostkowa do Żerkowa i czerwony z Brzóstkowa). Jej szczyt jest całkowicie zalesiony i mało wybitny, ustawiono przy nim tablicę informacyjną.